# デマレイ・グレイ
デマレイ・レメレ・グレイ（Demarai Remelle Gray、1996年6月28日 - ）は、イングランド・バーミンガム出身のプロサッカー選手。サウジ・プロ・リーグ・アル・イテファク所属。ジャマイカ代表。ポジションはフォワード。

## クラブ経歴

### バーミンガム・シティ
2006年から地元バーミンガム・シティFCのユースチームでプレーを始め、2012年7月にクラブとスカラシップを結んだ。2013年のインタビューでは、同郷の先輩であるネイサン・レドモンドの影響でバーミンガムでプレーすることを決めたと語っている。
2013年10月1日、リーグカップのミルウォールFC戦でアディショナルタイムから途中出場しトップチームデビュー。11月2日、チャンピオンシップのチャールトン・アスレティックFC戦でリーグ戦初出場&初スタメン。12月9日、クラブと最初のプロ契約を結んだ。契約は2年半。2014年4月16日発行のフォーフォーツー紙で将来有望な若手選手10人の1人に選ばれた。3日後のブラックバーン・ローヴァーズFC戦でフェデリコ・マケダのアシストからプロ初ゴールを決めた。

### レスター・シティ
2016年1月4日、プレミアリーグのレスター・シティFCと4年半契約を結んだ。移籍金は370万ポンド。1月10日、FAカップ3回戦のトッテナム・ホットスパーFC戦で加入後初出場。1月16日のアストン・ヴィラFC戦でプレミアリーグ初出場。

### バイエル・レバークーゼン
2021年1月31日、バイエル・レバークーゼンに2022年までの契約を結んだ。

### エヴァートン
2021年7月22日、エヴァートンFCと3年契約を結んだ。

### アル・イテファク
2023年9月7日、アル・イテファクに完全移籍で加入した。

## 個人成績
| クラブ                 | シーズン | リーグ戦 | リーグ戦 | FAカップ | FAカップ | リーグカップ | リーグカップ | 欧州カップ | 欧州カップ | 通算 | 通算 |
| クラブ                 | シーズン | 出場     | 得点     | 出場     | 得点     | 出場         | 得点         | 出場       | 得点       | 出場 | 得点 |
| ---------------------- | -------- | -------- | -------- | -------- | -------- | ------------ | ------------ | ---------- | ---------- | ---- | ---- |
| バーミンガム・シティFC | 2013-14  | 7        | 1        | 1        | 0        | 1            | 0            | -          | -          | 9    | 0    |
| バーミンガム・シティFC | 2014-15  | 41       | 6        | 1        | 0        | 1            | 0            | -          | -          | 43   | 6    |
| バーミンガム・シティFC | 2015-16  | 24       | 1        | 2        | 0        | 2            | 0            | -          | -          | 28   | 1    |
| レスター・シティFC     | 2016-17  | 30       | 1        | 1        | 0        | 1            | 0            | 5          | 0          | 37   | 0    |

## タイトル

### クラブ
レスター・シティ
- プレミアリーグ: 2015–16[15]

## 代表歴
- U-21イングランド代表
  - 2017年 - UEFA U-21欧州選手権（ベスト4）